# Front Line Assembly
Front Line Assembly (FLA) — канадський електро-індустріальний гурт, створений Біллом Лібом в 1986 році після того, як він покинув Skinny Puppy. Під впливом ранньої електронної та індастріальної музики гуртів Cabaret Voltaire, Portion Control, D.A.F., Test Dept, SPK, та Severed Heads, FLA починає створювати свій унікальний саунд, змішуючи елементи EBM.

## Історія

### Формування (1985–1986)
Протягом 1985 та 1986 року Білл Ліб виступав у складі Skinny Puppy під ім'ям Вільгельм Шрьодер. Вільгельм - це справжнє ім'я Ліба, а частина Шрьодер виникла як жарт. В Skinny Puppy він займався синтезаторним басом та бек-вокалом, записав кілька треків, та допоміг їм у проведенні концертного туру у 1985 році. Ліб згадує цей період, "Skinny Puppy був гарним стартом для мене, але тут не було визначеності щодо моїх ідей." Також, Ліб прагнув бути вокалістом. Його досвід роботи з Skinny Puppy дав йому уявлення про галузь та допоміг сформувати ідеї щодо побудови своєї кар'єри. Зв'язки з представниками музичної сцени він отримав ще в Skinny Puppy, що сприяло більш швидкому розвитку його проєкту, підписанню контракту з двома лейблами, де Ліб потім випустив свої касети.
Назва гурту відображає погляди Ліба на той час. "Назва прийшла до мене, коли я почув по новинам про боротьбу людей по всьому світу",  він сказав після утворення Front Line Assembly, "Єдиний спосіб, яким люди можуть дати відсіч - це об'єднатися в групи. Ми отримуємо так багато інформації з медіа, що вже не знаємо, чому вірити. Отже Front Line Assembly означає боротьбу у цій війні комунікацій."
Після утворення Front Line Assembly Ліб записує демо Nerve War, яке поширює обмеженою кількістю. Приблизно в цей час, Ліб та Різ Фалбер стають друзями, коли виявилось, що вони обидва зацікавлені у становленні андерграундної музики. "Він робив круті андерграундні записи, що я любив. Небагато людей на той час займались такою музикою", згадує Фалбер. Як неофіційний учасник, Фалбер допомагає Лібу у випуску Total Terror та пісні "Black Fluid". Обидва демо релізи були випущені у кількості 100 штук та були поширені між друзями.

### Дебют та перший альбом (1987–1988)
В 1987 році Front Line Assembly дебютує випуском свого першого альбому The Initial Command  на бельгійському лейблі KK Records за допомоги Фалбера та Балча. Після цього, наступний альбом гурту, State of Mind, був випущений на лейблі Third Mind в 1988.
Після роботи з FLA на неофіційній основі, Балч офіційно приєднався до гурту в 1988 році та починає писати пісні разом з Лібом для кількох наступних альбомів. Балч зосередився на клавішних та програмуванні. Як висловився Ліб, "Я бажав писати пісні, і він був дійсно хорошим у програмному забезпеченні." Це партнерство зберігається при випуску Corrosion та Disorder в 1988 році, які були випущені разом з трьома іншими невиданими треками на збірці Convergence роком пізніше та в Corroded Disorder в 1995 році.
Зміна лейблу була зроблена усвідомлено. Причиною цього було те, що Ліб не хотів бути пов'язаний з лейблами. Таким чином, всі релізи до Corrosion були випущені тільки на європейських лейблах, що змінилось з Corrosion та наступних альбомів. Використовуючи лейбл Third Mind для випуску релізів у Європі та Wax Trax! для Північної Америки, Front Line Assembly забезпечило більше поширення своїх релізів. Ліб вважав, що дана схема "працює значно краще у поширенні музики та рекламі. [...] Third Mind є гарним дистриб'ютором у Європі."

### Ера Фалбера (1989–1995)
Захоплені успіхом, FLA записують свій наступний альбом Gashed Senses and Crossfire в 1989 році.  Цей альбом був анонсований синглом Digital Tension Dementia. У той час, коли у FLA починає зростати популярність, Балч покидає проєкт, щоб приєднатися до Ministry. Внаслідок цього Різ Фалбер офіційно приєднується до проєкту і вдвох записують Caustic Grip, що став класикою для фанів андерграунду. Ліб вважає, що цей успіх був завдяки співпраці з Різом, бо вони мають схожі музикальні смаки, відзначаючи, що Фалбер мав "більше радості, працюючи над цим." В 1991 році дует випускає позаальбомний сингл Virus, чиє звучання схоже з треками з Caustic Grip.
В 1992 році у Front Line Assembly настав переломний момент у звучанні групи з альбомом Tactical Neural Implant. Ліб та Фалбер бажали створити альбом з інтенсивністю Caustic Grip, але з структурою авторських пісень. Через тиждень дует відмовився від цього методу та прийняв новий. Новий метод полягав у тому, щоб знайти "реально гарне звучання". В результаті альбом штовхнув стиль FLA в сторону важкого диско, що "мало більше спільного з Nine Inch Nails, чим з Skinny Puppy." Цей альбом допоміг FLA стати одним із найпопулярніших індастріал-гуртів. Наступний альбом Millennium (1994) є сумішшю  звучання металічних гітар, електронної музики та семплінгу (більша частина яких була взята з фільму Майкла Дугласа З мене досить), який став одним із характерних альбомів індастріал-року та індастріал-металу початку 1990-х. Hard Wired (1995) і світове турне на підтримку альбому стало найбільш успішним комерційним періодом за час існування гурту.

### Ера Петерсона (1997–2002)
В 1997 році Фалбер покидає проєкт, щоб сконцентруватися на Fear Factory та інших проєктах. Кріс Петерсон, який виступав на концертах проєкту, замінює Фалбера. Незабаром після виходу Фалбера, в 1997 році був випущений альбом [FLA]vour of the Weak. І знову, альбом стилістично відрізнявся від попередніх релізів. Металеві вкраплення з Millennium поступились більш електронному звучанню в новому альбомі.
Front Line Assembly зробив свого роду повернення до старого звучання з альбомом Implode (1999), та Epitaph (2001), який склав половину саундтреку до гри Quake III Arena 1999 року.  Кріс Петерсон покидає FLA в 2002 році.

### Повернення Фалбера та Петерсона (2003–2009)
Різ Фалбер повернувся в проєкт в 2003 році.  Дует випускає сингл Maniacal в жовтні цього самого року, запускаючи нову фазу існування гурту. Наступного року вони випускають студійний альбом Civilization. Кріс Петерсон пізніше приднується до проєкту до випуску Artificial Soldier в 2006 році. Тур на підтримку альбому був перерваний через проблеми з компанією, що постачає автобуси. Групі довелось повернутись додому у Ванкувер раніше, внаслідок чого не відбулись концерти у Канаді та Нью-Йорку. Гурт проводить тур Європою в серпні 2006 року, відвідуючи при цьому 18 міст.
В квітні 2007 року Front Line Assembly випускає альбом реміксів, названий Fallout, який містив 3 невипущених до цього треки та 9 реміксів. Після його випуску гурт вирушає в концертний тур Північною Америкою та Європою.

### Shifting Through the LensтаImprovised Electronic Device(2010)
У 2010 році Front Line Assembly, з новими учасниками Джеремі Інкелем та Джаредом Сліндергандом, випускають новий сингл Shifting Through the Lens та альбом Improvised Electronic Device.
Як було сказано на сайті Dependent Records, альбом є "важчим та більш танцювальним", чим попередні релізи. "Angriff", другий сингл з альбому, був заявлений як "блукаючий на металевих шляхах Rammstein та їхнього альбому Millenium."

### Повернення до електронних коренів (з 2012 - дотепер)
Доповнивши свою музику гітарами наприкінці 1980-х, FLA в 2012 році повертається до ексклюзивно електронного звучання. Ця зміна стала помітною, коли гурт випустив альбом саундтреків AirMech для відеогри з однойменною назвою. Складаючись тільки з інструментальних треків, AirMech заклав основу нового студійного альбому Echogenetic, що Білл згадує в інтерв'ю для Rock Sins: "Я думаю, що звук цього запису дав собі початок тоді, коли ми почали займатися AirMech." Echogenetic отримав високу оцінку від критиків та потрапив в чарти в США та Німеччині. Попадання гурту в офіційні німецькі чарти стало першим за весь час існування гурту. Європейський тур на підтримку альбому відбувся в серпні 2013 року та включав виступи у Росії, Німеччині, Угорщині, Чехії та Великій Британії.

## Написання назви гурту
Написання назви гурту було змінювалось протягом років. У різних альбомах (від раннього State of Mind до більш сучасного Artificial Soldier) назва гурту пишеться разом ("Frontline Assembly"), в більшості альбомах пишеться у трьох словах (абревіатура "FLA" також використовувалась на різних альбомах, дозволяє припустити, що є коректним написання назви гурту в три слова). Під час туру в підтримку Hard Wired, Різ Фалбер пояснив позицію гурту з цього питання, посилаючись на "Front Line": "Два слова – це не має ультимативного значення, але ми вважаємо краще, щоб це було два слова."

## Учасники гурту

### Теперішні учасники
Нинішній офіційний склад Front Line Assembly складається з:
- Білл Ліб
- Джеремі Інкель
- Джаред Слінгерланд

### Колишні учасники
- Майкл Балч
- Ріс Фалбер
- Кріс Петерсон

## Дискографія
Студійні альбоми
- The Initial Command (1987)
- State of Mind (1988)
- Corrosion (1988)
- Disorder (EP) (1988)
- Gashed Senses & Crossfire (1989)
- Caustic Grip (1990)
- Tactical Neural Implant (1992)
- Millennium (1994)
- Hard Wired (1995)
- [FLA]vour of the Weak (1997)
- Implode (1999)
- Epitaph (2001)
- Civilization (2004)
- Artificial Soldier (2006)
- Improvised Electronic Device (2010)
- AirMech (саундтрек) (2012)
- Echogenetic (2013)